# Buzet
Buzet je město v Chorvatsku na poloostrově Istrie. V roku 2001 zde žilo 6059 obyvatel (2001), z toho téměř 85 % Chorvatů, 0,8 % Italů, 0,5 % Srbů a přibližně 14 % ostatních národností. U Buzetu se nachází jeden z významných chorvatských terénů pro paragliding. Létá se zde podle hřebene a využívá se tzv. svahové proudění.[zdroj⁠?!]

## Geografická poloha
Město leží na řekách Mirna a Bračana.